# Kaple Panny Marie Karmelské (Vlčí Hora)
Kaple Panny Marie Karmelské je pozdně empírovou sakrální stavbou ve Vlčí Hoře, která je administrativně částí města Krásná Lípa v okrese Děčín v Ústeckém kraji.

## Historie

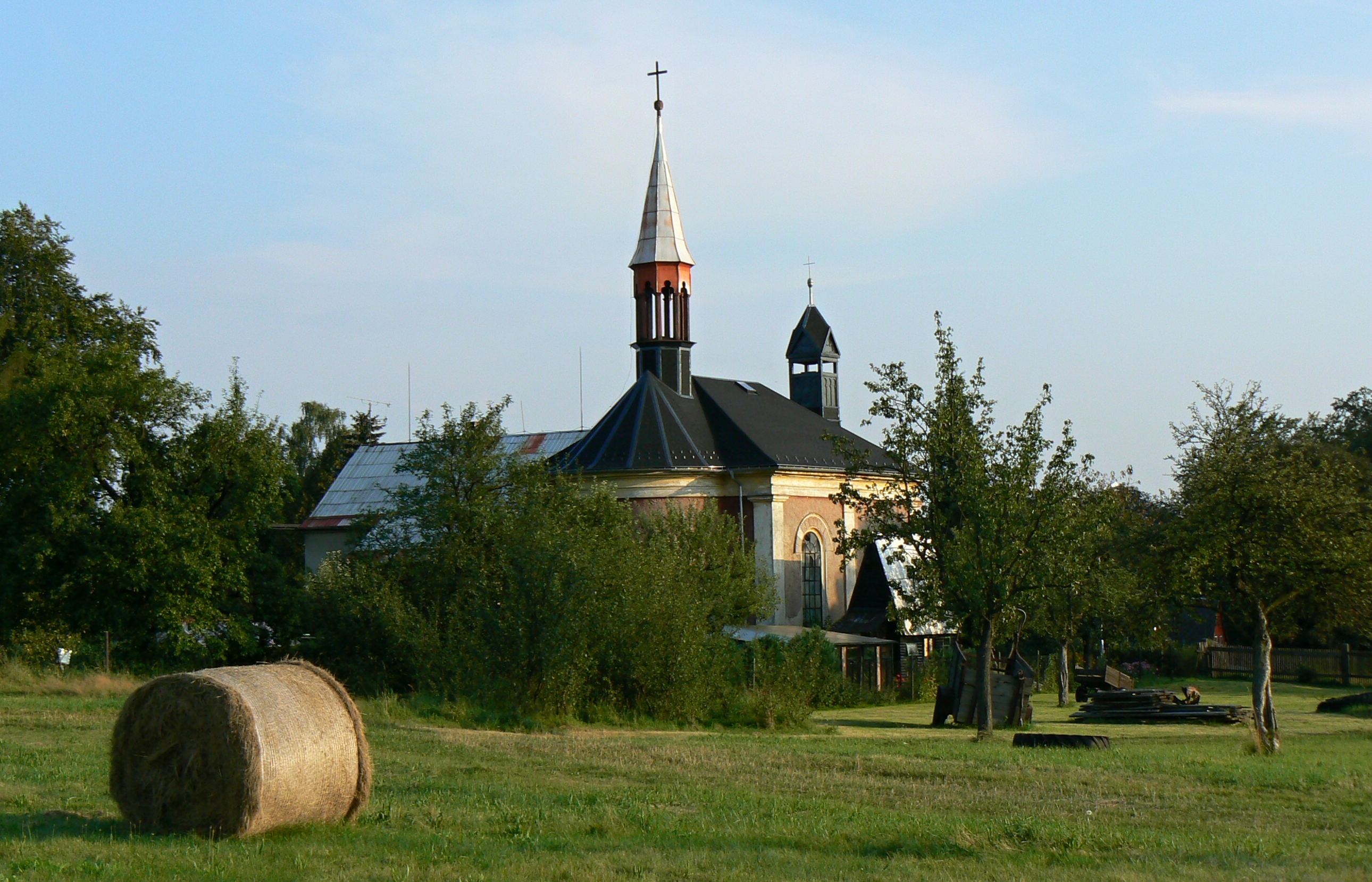
Závěr kaple ve Vlčí Hoře

Obecní kaple, která je považovaná vzhledem k rozměrům také za kostel, byla vystavěna v roce 1870. Je zajímavé, že přes malé rozměry se v ní nacházely nad bočními loděmi dřevěné tribuny. Vysvěcena byla 17. října 1870. V roce 1929 byla do kaple zavedena elektřina. Po šesti letech od pořízení věžních hodin, byla vystavěná druhá věžička nad vchodem. Po roce 1945, kdy byly vysídleni německy mluvící obyvatelé, začala chátrat. V 90. letech 20. století proběhly na kapli základní zajišťovací úpravy. Kaple byla kompletně zrekonstruována v letech 2009-2010. Dnes slouží farnosti a také ke kulturnímu životu v obci.

## Architektura

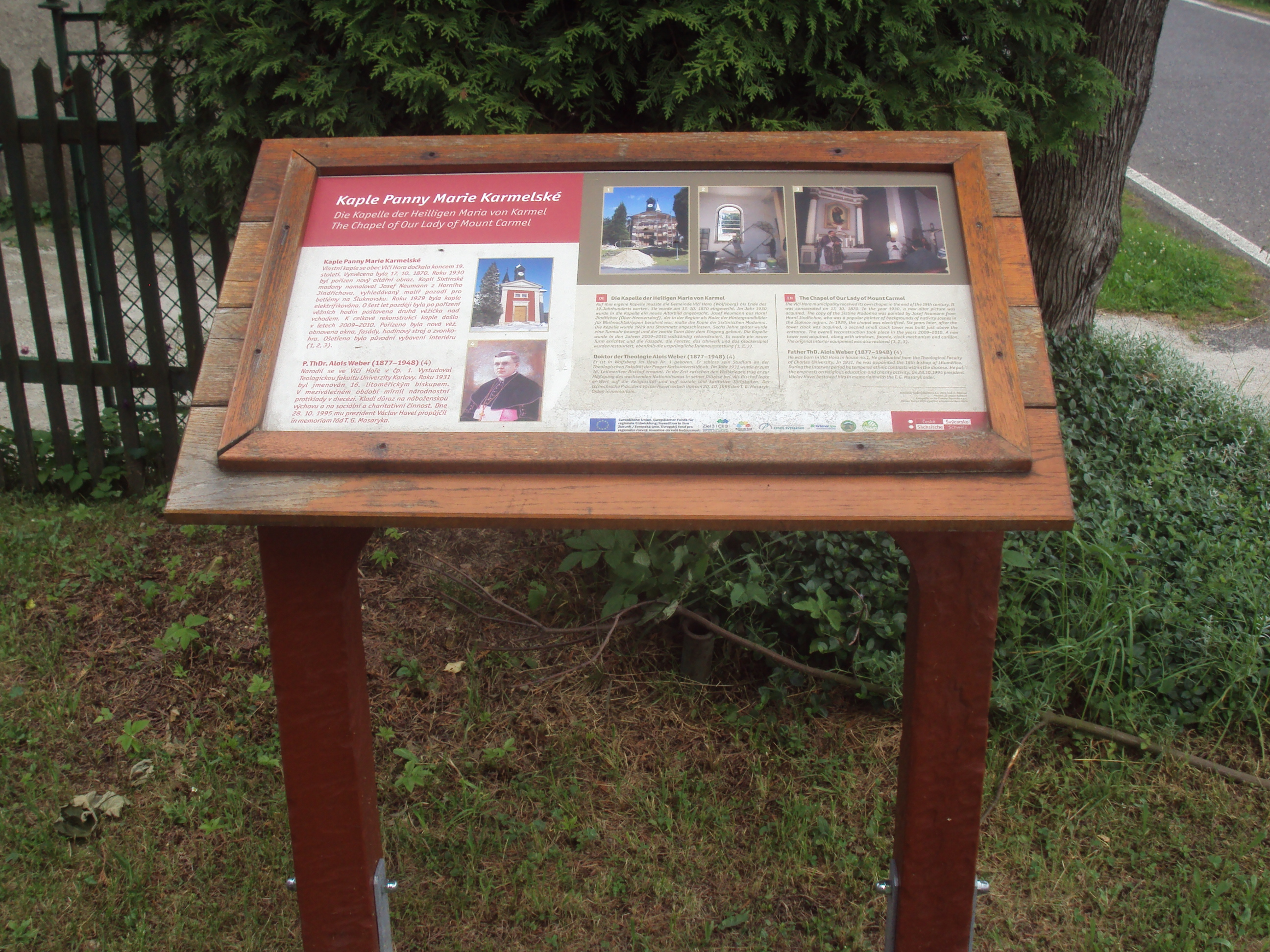
Informační tabule u kaple

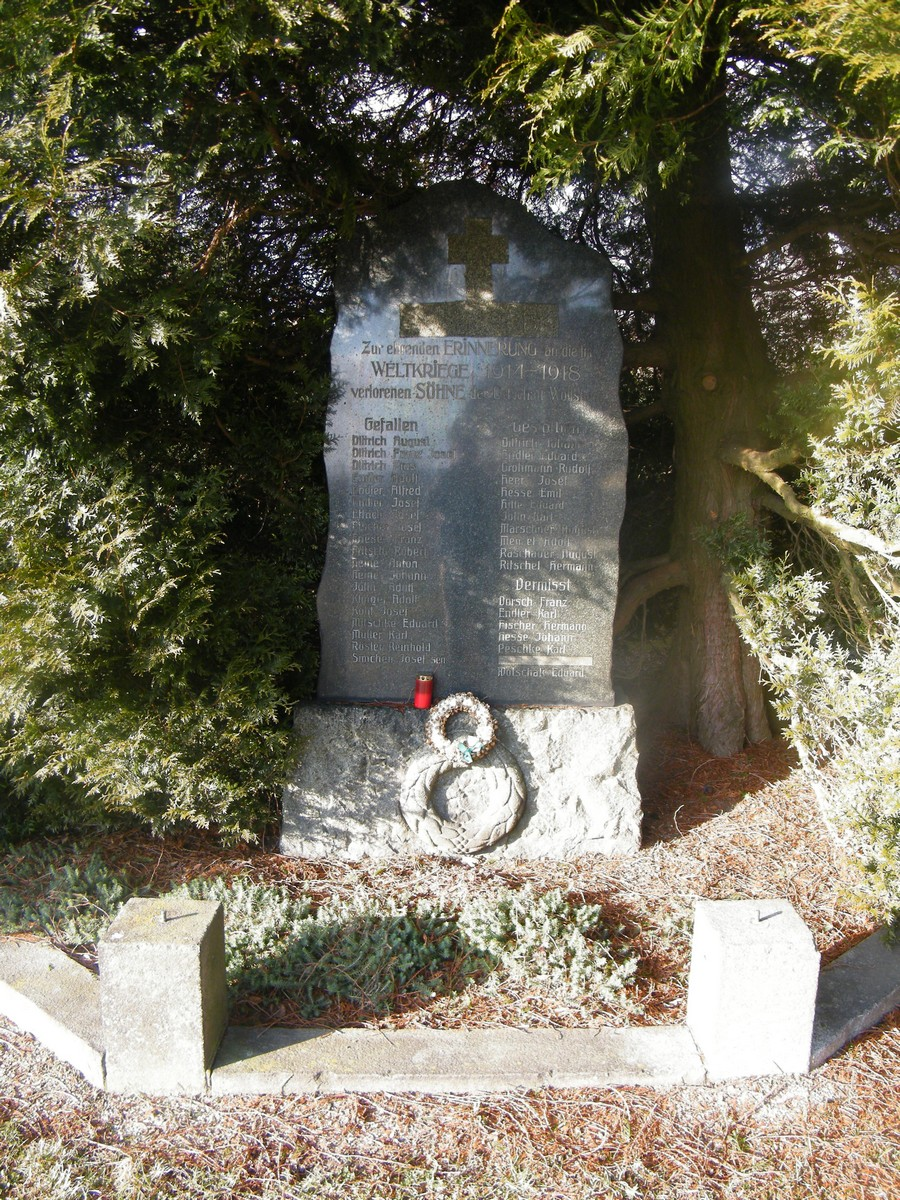
Pomník před kaplí (2016)

Stavba je trojlodní, s polokruhovým užším presbytářem. Průčelí je s pilastry, obdélným portálem a zdvojeným oknem. Ukončeno je trojúhelníkovým štítem a vyvrcholeno vížkou. Presbytář je sklenut konchou. Trojlodí mělo trojramennýmé dřevěné empory, které zanikly po roce 1945 a má plochý strop. Hlavní oltář je klasicistní a pochází z počátku 19. století. Je na něm oltářní obraz z roku 1930, kopie Sixtinské Madony, kterou namaloval Josef Neumann.

## Galerie

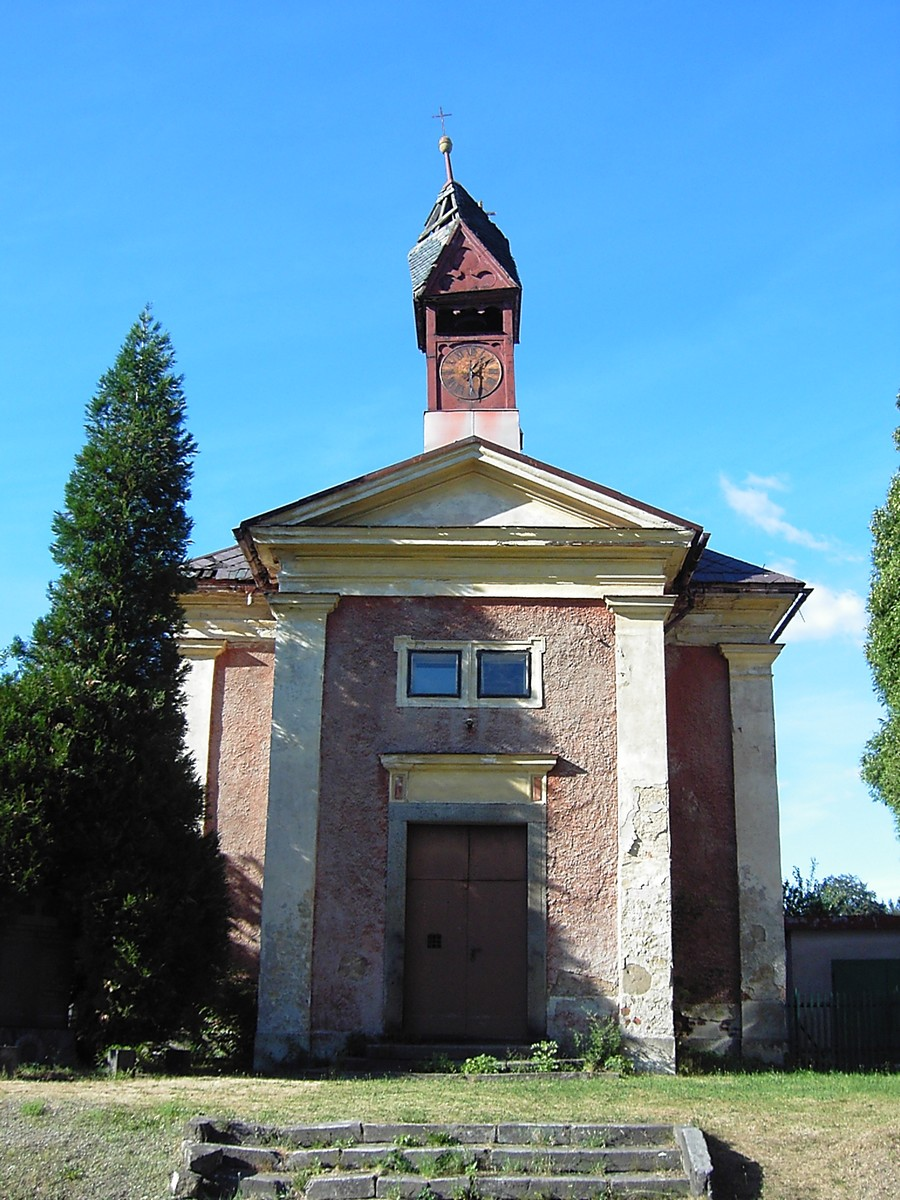
Kaple před rekonstrukcí (2006)
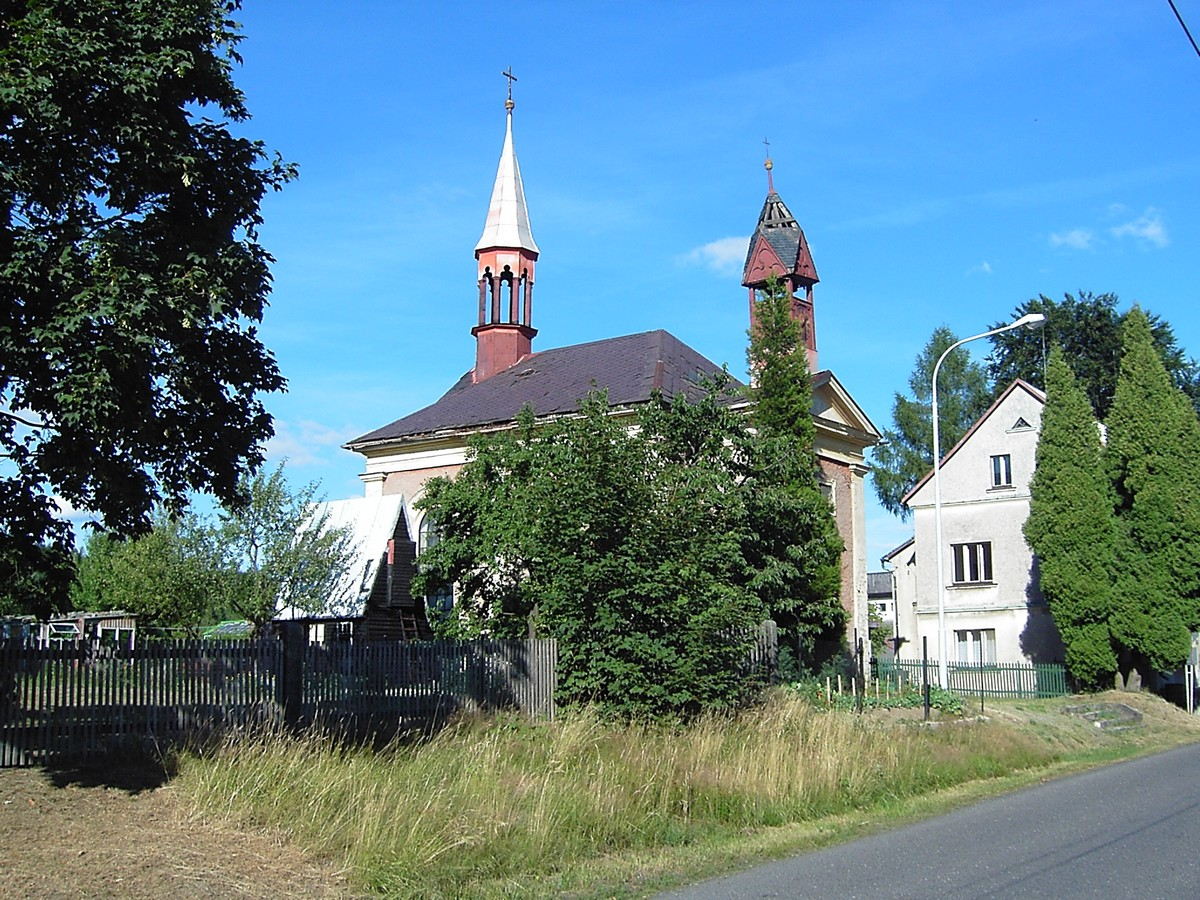
Kaple před rekonstrukcí (2006)
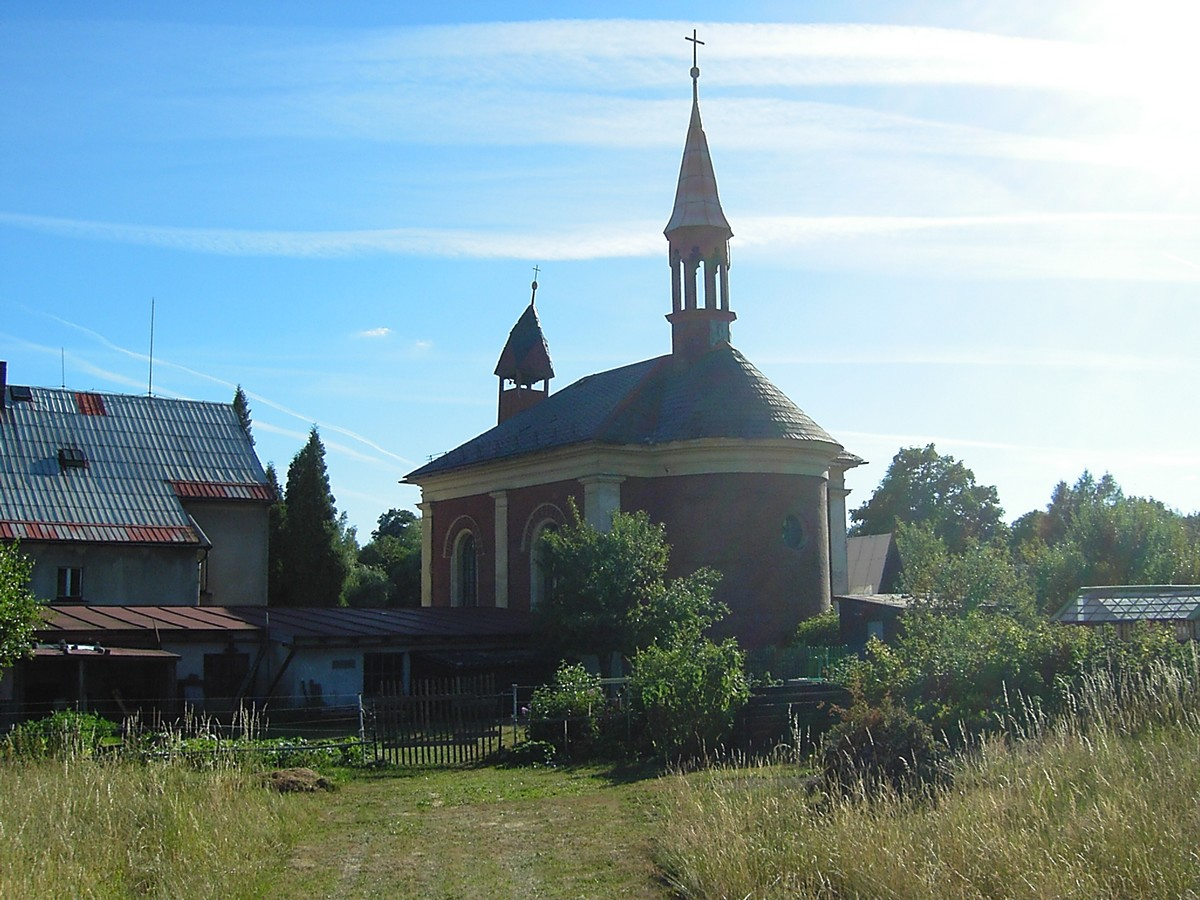
Kaple před rekonstrukcí (2006)
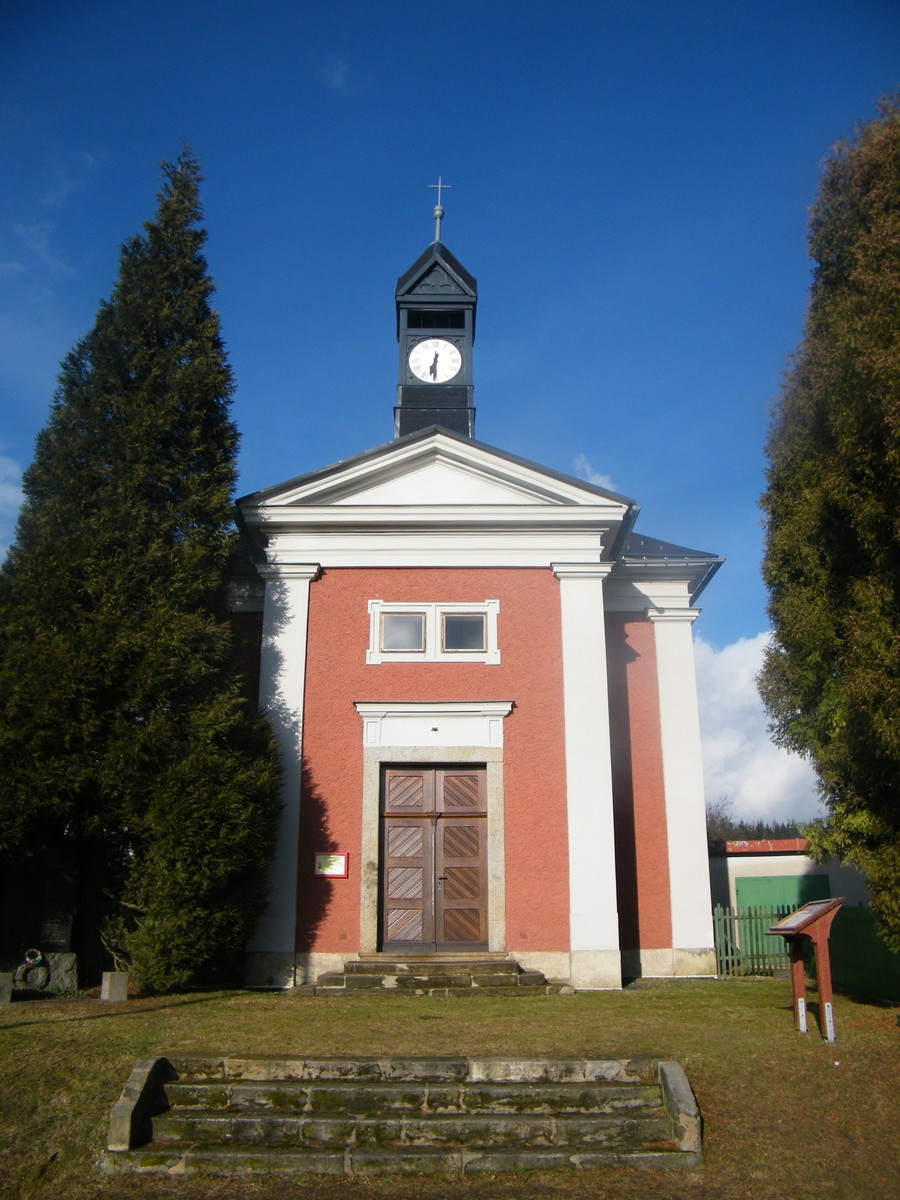
Kaple po rekonstrukci (2016)
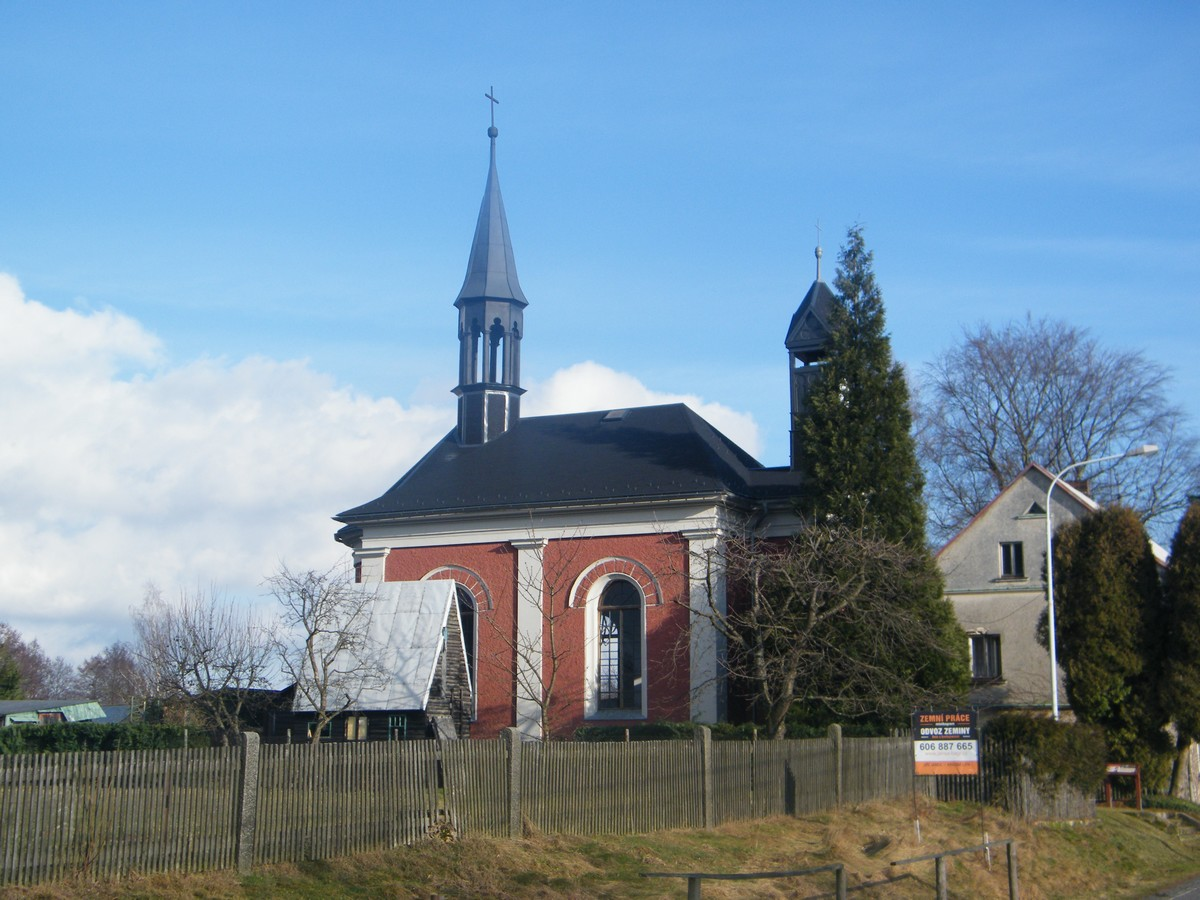
Kaple po rekonstrukci (2016)
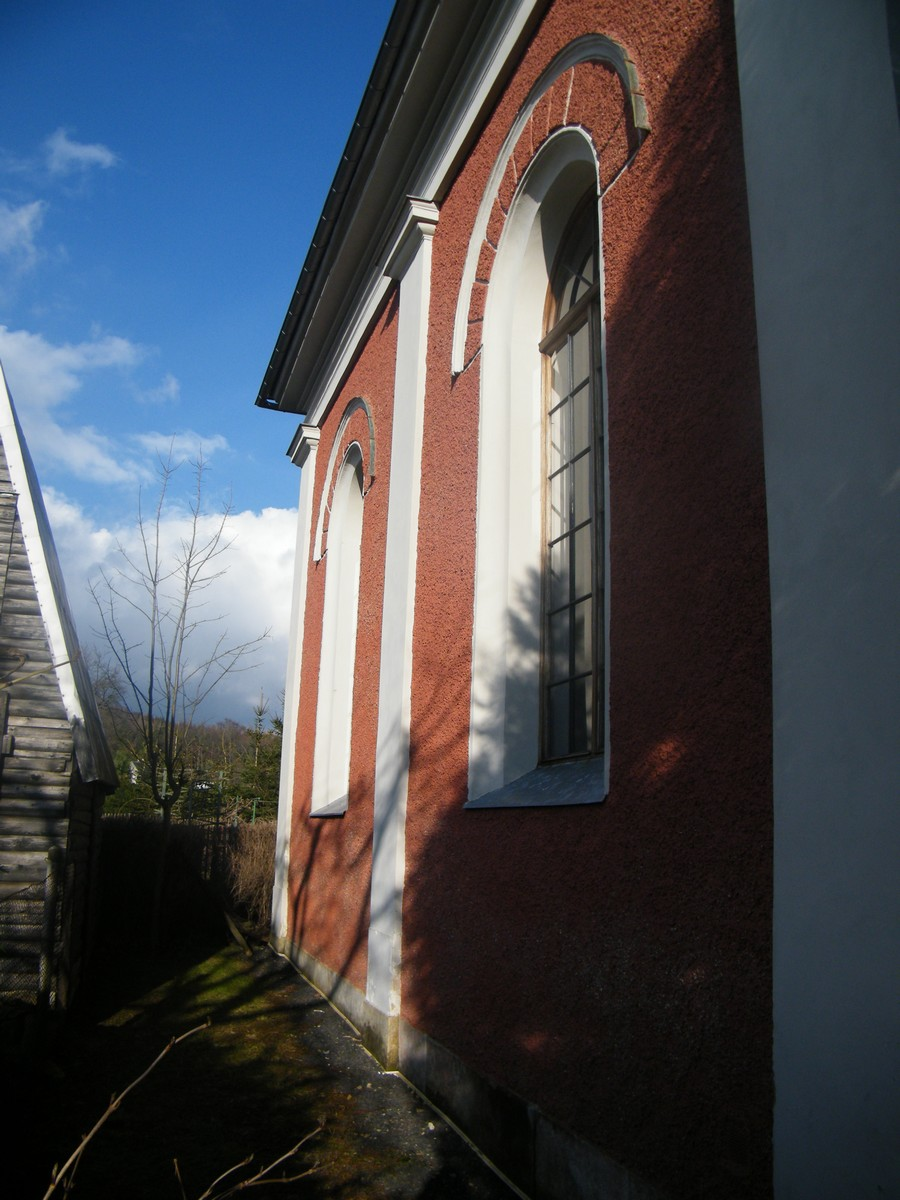
Kaple po rekonstrukci (2016)
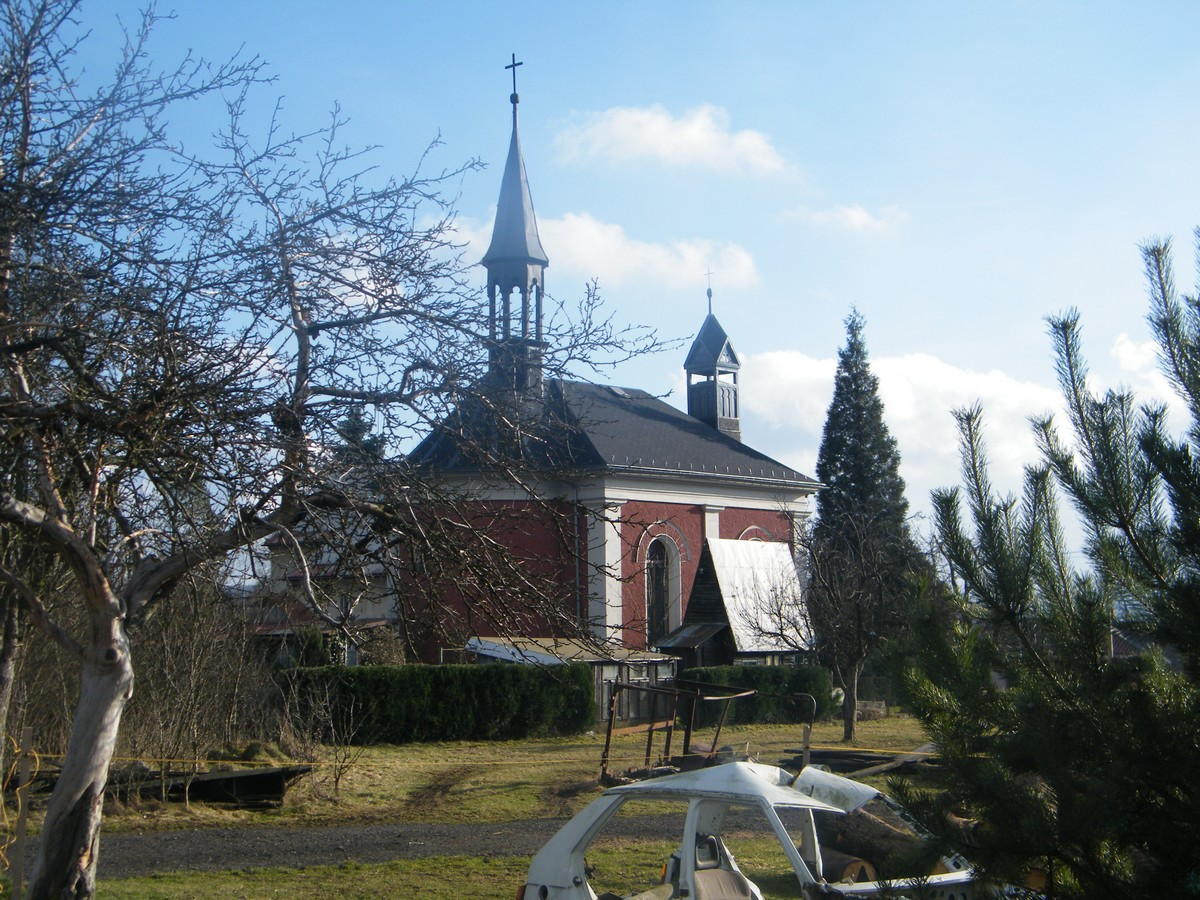
Kaple po rekonstrukci (2016)
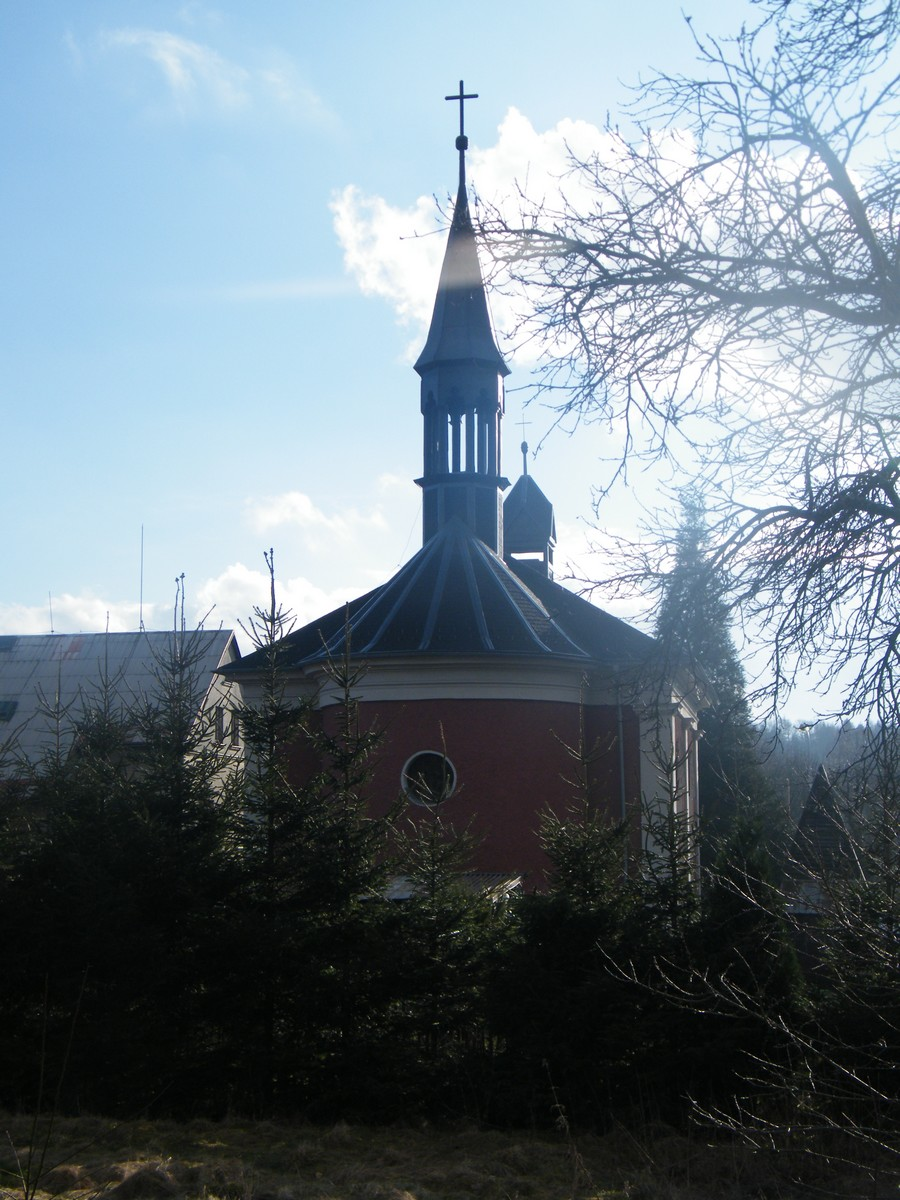
Kaple po rekonstrukci (2016)
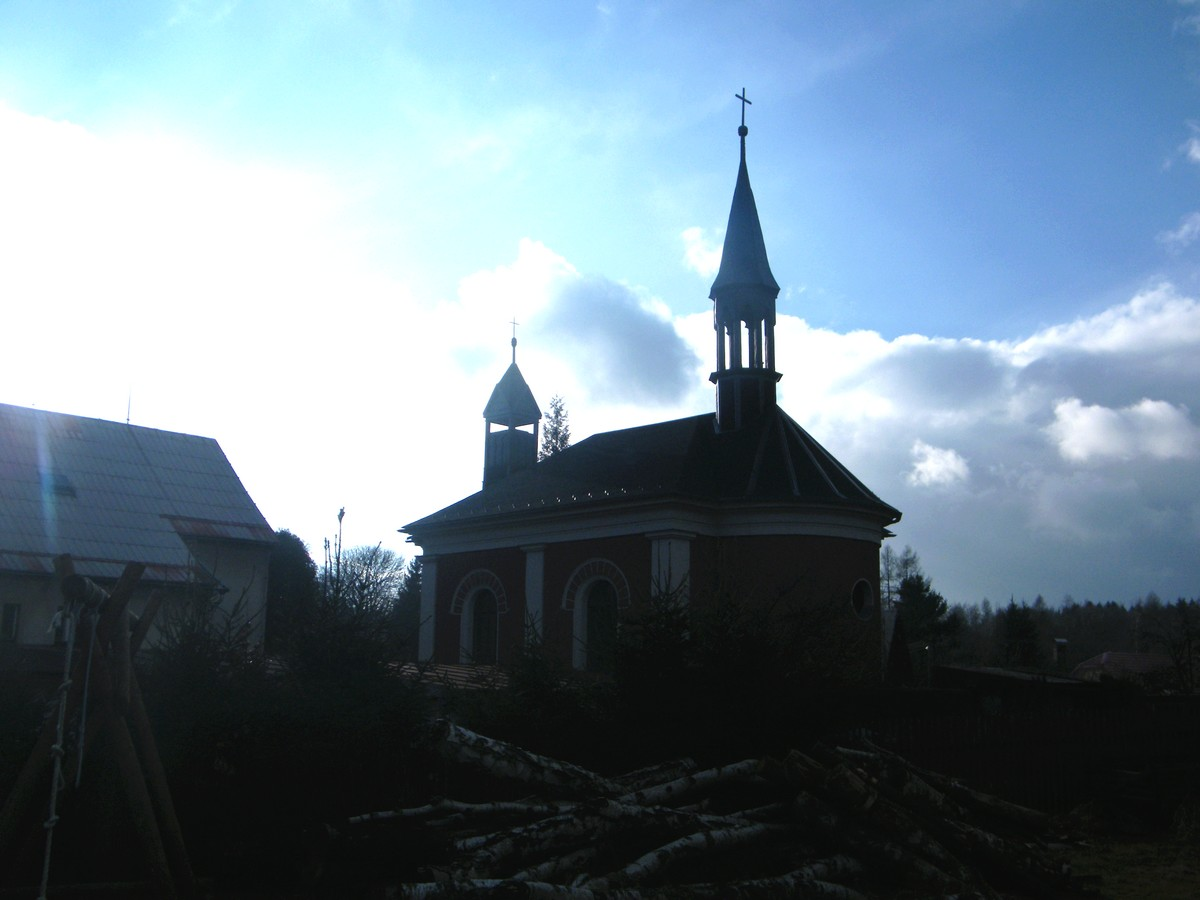
Kaple po rekonstrukci (2016)
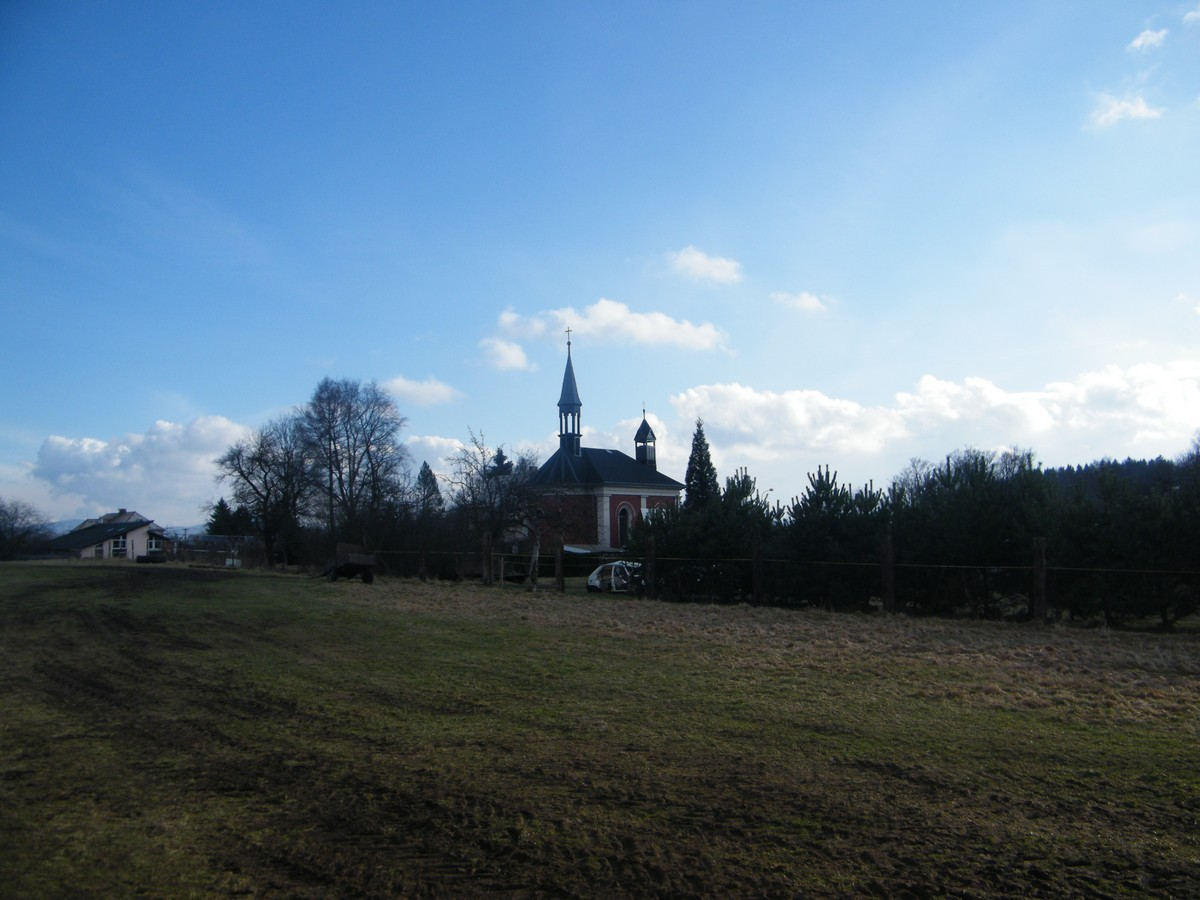
Kaple po rekonstrukci (2016)